# Thierry Rey
Thierry Rey (Veurne, 1º giugno 1959) è un ex judoka francese.

## Palmarès
Olimpiadi
- 1 medaglia:
  - 1 oro (60 kg a Mosca 1980)

Mondiali
- 1 medaglia:
  - 1 oro (60 kg a Parigi 1979)